# In the Morning
"In the Morning" (även kallad "Mafia in the Morning"; koreanska: 마.피.아. In the morning) är en låt framförd av den sydkoreanska tjejgruppen Itzy. Den gavs ut som singel från deras EP Guess Who den 30 april 2021 genom JYP Entertainment. Låten producerades av J.Y. Park tillsammans med de sydkoreanska låtskrivarna Danke och Kass och kompositören Lee Hae-sol.

## Bakgrund
Den 12 april 2021 avslöjade gruppen låtlistan till EP:n Guess Who på deras officiella sociala medier-konton och webbplats, där "In the Morning" blev skivans huvudsingel.

## Komposition
"In the Morning" skrevs av Park Jin-young, Kass, Danke och Lyre. Det är en "pampig" hiphop-låt med en "beroendeframkallande" dance-trap-komposition som förstärker låtens koncept kring tvetydighet och spänning. I låtens refräng utforskar gruppen olika sångstilar, backade av en "trippig" synt. Texten handlar om att i hemlighet stjäla någons hjärta. Titeln är en referens till det populära partyspelet Maffia och en metafor för att vilja bli tagen i ett förhållande. Itzy jämför deras kraft med en maffia då de svär att vinna deras blivande partner. När det kommer till musiknotation är låten komponerad i B-moll med ett tempo på 140 slag i minuten och en speltid på två minuter och femtiotvå sekunder.

## Mottagande
"In the Morning" möttes av blandade recensioner från musikkritiker. I en recension för Forbes beskrev Jeff Benjamin den som en "olycksbådande" hiphoplåt med "ett av de fräckaste och mest experimentella sounden hittills". Divyansha Dongre från indiska Rolling Stone noterade att Itzy "utforskar flera nya sångstilar" i låten. Sofiana Ramli från NME kände att den "låter som nästan alla andra EDM-orienterade låtar som spottas ut i K-pop idag". Pitchforks recensent Joshua Minsoo Kim menade att fastän deras debut "etablerade kvintetten som en massiv ny kraft inom industrin" var deras senaste utgivning, "In the Morning", den största boven från Guess Who och kommenterade att i låten "finns det en Cardi B-sångstil i verserna men den känns i övrigt som Blackpink utan den arenalikade prakten".

## Musikvideo
Videon till låten publicerades på JYP Entertainments Youtube-kanal den 30 april 2021. Den regisserades av Bang Jae-yeob. Inom tre dagar hade videon nått 50 miljoner visningar och efter en vecka hade den överstigit 70 miljoner visningar. Den 22 maj 2021 hade videon nått 100 miljoner visningar, vilket hade tagit 22 dagar och 12 timmar, den kortaste tiden för gruppens videor att uppnå denna milstolpe.
Musikvideon inleds med Ryujin i en kort jacka och veckad kjol som poserar bland skyltdockor i en modebutik. Nästa scen visar gruppen klädda i svart medan de dansar på en gata i en liten stad. Scenen skiftar till ett pittoreskt blommande växthus där Lia sjunger iförd en blommig klänning, med Itzy i eleganta kläder. Senare i klippet visar tjejerna upp deras vilda koreografi mot en rekvisita dekorerad med samuraisvärd. Därefter står Yuna bredvid en spegel i en neongrön draperad klänning med en svart bodysuit. I nästa del dansar gruppen omringade av lågor.

## Medverkande
Information från Melon.

- Itzy – huvudsångare
- J.Y. Park "The Asiansoul" – sångtext, komposition, arrangemang, alla instrument, sångcoach
- Kass – sångtext, komposition
- Danke – sångtext
- Lyre – sångtext, komposition, arrangemang
- Earattack – komposition, arrangemang, keyboard
- Lee Hae-sol – komposition, arrangemang, alla instrument
- Alina Smith – instrumental inspelning och produktion
- Annalise Morelli – instrumental inspelning och produktion
- Sound Kim – bakgrundssång
- Uhm Se-hee – digital redigering, inspelning
- Gu Hye-jin – inspelning
- Lee Tae-seop – ljudmix
- Chris Gehringer – mastering

## Listplaceringar
| Lista (2021)                             | Högsta placering |
| ---------------------------------------- | ---------------- |
| Kanada (Canadian Hot 100)                | 97               |
| Global 200 (Billboard)                   | 34               |
| Japan (Japan Hot 100)                    | 36               |
| Malaysia (RIM)                           | 8                |
| Nederländerna (Nederlandse Top 40)       | 21               |
| Nya Zeeland Hot Singles (RMNZ)           | 12               |
| Singapore (RIAS)                         | 2                |
| Sydkorea (Gaon Chart)                    | 10               |
| Sydkorea (K-pop Hot 100)                 | 7                |
| Storbritannien UK Indie Chart (OCC)      | 49               |
| USA World Digital Song Sales (Billboard) | 3                |